# Лилия Кацкова
Лилия Левова Кацкова е българска редакторка и преводачка от славянски езици.

## Биография
Родена е на 20 април 1919 година в Гюмюрджина, България, в семейството на революционера Лев Кацков и Констанца Кацкова от Охрид. В 1941 година завършва славянска филология в Софийския университет. Кацкова превежда от сърбохърватски език, като е основният преводач на Иво Андрич на български. Редактира издания на класици като Никола Вапцаров, Пенчо Славейков, Димчо Дебелянов.